# Powerage
Powerage è il quinto album in studio degli AC/DC, pubblicato nel 1978.

## Il disco
La sostanziale novità di questo album è l'ingresso nella formazione di Cliff Williams, che sostituisce al basso Mark Evans, anche se alcuni sostengono che, a causa dei problemi di Williams ad ottenere il visto per l'Australia, le parti di basso di quest'album sarebbero state registrate da George Young.

## Tracce

### Versione originale australiana (Albert Productions – APLP.030)

#### Lato A
1. Rock 'n' Roll Damnation (Young, Young & Scott) - 3:35
2. Down Payment Blues (Young, Young & Scott) - 6:00
3. Gimme A Bullet (Young, Young & Scott) - 3:21
4. Riff Raff (Young, Young & Scott) - 4:54

#### Lato B
1. Sin City (Young, Young & Scott) - 4:40
2. What's Next To The Moon (Young, Young & Scott) - 3:28
3. Gone Shootin' (Young, Young & Scott) - 4:40
4. Up To My Neck In You (Young, Young & Scott) - 4:10
5. Kicked In The Teeth (Young, Young & Scott) - 3:52

## Formazione
- Bon Scott - voce
- Angus Young - chitarra
- Malcolm Young - chitarra
- Cliff Williams - basso
- Phil Rudd - batteria

## Confronti con altre versioni
Nel 1978 in UK (Atlantic – K 50483), in Francia (Atlantic – 50 483) ed in Germania Ovest (Atlantic – ATL 50 483) è stata distribuita un'altra versione, caratterizzata da sostanziali differenze rispetto a quella australiana: il primo brano in scaletta è Gimme A Bullet al posto di Rock 'N' Roll Damnation, che viene omessa, la terza traccia è Gone Shootin' , mentre la sesta è Up To My Neck In You invece di What's Next To The Moon, collocata invece come settima sostituendo così Gone Shootin'; infine Cold Hearted Man (esclusa dalla versione australiana) prende il posto di Up To My Neck In You. In Cold Hearted Man il basso viene suonato da Mark Evans.  
Le edizioni pubblicate al tempo in USA (Atlantic – SD 19180), Italia (Atlantic – W 50483) e Giappone (Atlantic – P-10533A), conservano la scaletta di quella australiana.
Va aggiunto inoltre che tra le due versioni esistono anche differenze di missaggio per i brani Down Payment Blues, Gimme A Bullet, Riff Raff, What's Next To The Moon, Gone Shootin' , Up To My Neck In You e Kicked In The Teeth.
L'edizione olandese (Atlantic – ATL 50 483) merita una menzione a parte, perché può essere considerata la versione completa di Powerage: infatti ha dieci tracce, e pur iniziando con Rock 'N' Roll Damnation, segue poi completamente la versione UK, compresa Cold Hearted Man.
Quest'ultimo brano venne in seguito inserito nella nuova edizione dell'album distribuita in Australia; fa inoltre parte della colonna sonora di Iron Man 2 (2010).

## Classifiche
| Classifica (2021) | Posizione massima |
| ----------------- | ----------------- |
| Grecia            | 45                |